# Helena Edman
Helena Edman, född 1952, är en svensk guldsmed.
Helena Edman erhöll gesällbrev som guldsmed 1979 och har sedan 1985 innehaft guldsmedsbutik i Stockholm. Hon har tillverkat lätta, stilrena och eleganta smycken.